# Казембе, Юнис
Юнис Казембе (англ. Eunice Kazembe; 1952 — 28 октября 2013, Йоханнесбург) — малавийский политик, министр промышленности и торговли (2009—2012), министр образования (2012—2013). Член Демократической прогрессивной партии.

## Биография
Юнис Казембе родилась в 1952 году. Она получила степень бакалавра в области торговли в Карлтонском университете, Оттава, а также степень магистра делового администрирования в Индианском университете.
В 1986—1999 годах Казембе была генеральным директором Корпорации сельскохозяйственного развития и маркетинга, а в 1999—2004 годах — послом Малави в Китайской Республике. В 2005—2009 годах она была главным советником президента по развитию градостроительства, а также министром шахт, энергетики и природных ресурсов.
В мае 2009 года Казембе была избрана в Парламент Малави от города Чирадзулу. В правительстве, сформированном 15 июня 2009 года, она была назначена министром промышленности и торговли. 26 апреля 2012 года президент Джойс Банда объявила состав нового правительства, в котором Казембе заняла пост министра образования.
Казембе была попечителем и соучредителем Chisomo Children’s Club.
Юнис Казембе умерла 28 октября 2013 года в больнице Йоханнесбурга.